# Moritz Cassalette
Moritz Cassalette (* 1. August 1983 in Bremen) ist ein deutscher Sportjournalist und Buchautor. Er arbeitet als Kommentator und Moderator für NDR 2 und die ARD.

## Biographie
Moritz Cassalette absolvierte ein Volontariat als Journalist bei Antenne Niedersachsen und war dort anschließend drei Jahre lang Redakteur. 2010 wurde er fester freier Mitarbeiter der Hörfunk-Sportredaktion des NDR und arbeitet als Livereporter, Autor und Moderator, wie etwa in der Bundesligakonferenz. Darüber hinaus ist er für das Team der ARD-Radio-Recherche Sport tätig und berichtet unter anderem von Olympischen Sommerspielen, Paralympics, den Olympischen Jugendspielen und der Tour de France. Zudem betreibt er gemeinsam mit Martin Roschitz den Podcast NDR 2-Bundesligashow und moderiert auch die gleichnamige Sendung im linearen Programm von NDR 2.
Cassalette erhielt mehrfach den Herbert-Zimmermann-Preis des Verbandes Deutscher Sportjournalisten (VDS), 2017 den Kurt-Magnus-Preis der ARD. 2019 bekam er einen German Paralympic Media Award in der Kategorie Audio. 2020 war er im Finale des Deutschen Podcast-Preises, 2021 bekam er den AIPS Sport Media Award und den Niedersächsischen Sportjournalistenpreis, jeweils für einen Podcast über Robert Enke. 2021 erhielt er zudem gemeinsam mit Fabian Wittke den Deutschen Sportjournalistenpreis für den Sportschau-Olympia-Podcast. 2023 bekam er erneut den AIPS Sport Media Award, gemeinsam mit Martin Seidemann, für einen Podcast über Jan Ullrich. 2023 und 2024 produzierte er mit Felix Gerhardt einen Podcast über die erfolgreichste Saison von Werder Bremen. Für das Projekt bekamen sie den Bremer Fernseh- und Digitalpreis. Im Oktober 2024 erschien ein Buch zum Podcast.
2021 gehörte Cassalette zu dem ARD-Team, das die Tour de France im Fernsehen kommentierte. 2024 kommentierte er für die ARD die Radsport-Wettbewerbe der Paralympics im Fernsehen.

## Publikationen
- Mit Felix Gerhardt: Das Werder Double: Chronik einer unglaublichen Saison. Die Werkstatt, 2024, ISBN 978-3-7307-0720-3.